# Ragai Youssef
Ragai Youssef Farhat (arab. رجائى يوسف فرحات, ur. w 1932 w Aleksandrii) – egipski gimnastyk, uczestnik Igrzysk Olimpijskich w 1952 w Helsinkach. Na igrzyskach olimpijskich zajął 154. miejsce w wieloboju gimnastycznym. Najlepszym wynikiem w pojedynczej konkurencji była 92. lokata w ćwiczenich na koniu z łękami.